# Dapélogo
Dapélogo è un dipartimento del Burkina Faso classificato come comune, situato nella provincia di Oubritenga, facente parte della Regione dell'Altopiano Centrale.
Il dipartimento si compone del capoluogo e di altri 24 villaggi: Cissé-Yarcé, Dié, Gademtenga, Garpéné, Kouila, Manessa, Nabi-Yiri, Napalgué, Nayambsé, Niandeghin, Nioniogo, Ouamzong-Yiri, Pagatenga, Pighin, Poédogo, Soglozi, Somnawaye, Souka, Tamporain, Tanghin-Niangeghin, Tanguiga, Tigem-Koamba, Voaga, Youm-Yiri.